# Kinyílt a rózsa, hajlik az ága
A Kinyílt a rózsa, hajlik az ága kezdetű párosító népdalt Lajtha László gyűjtötte a Somogy vármegyei Törökkoppányban.
Feldolgozások:
| Szerző          | Mire                    | Mű                                    | Előadás |
| --------------- | ----------------------- | ------------------------------------- | ------- |
| Szőnyi Erzsébet | két szólamú egynemű kar | 33 könnyű kórus népdalokra, 26. kotta |         |
| Karai József    | női kar                 | Kis népdalszvit                       | [ 1 ]   |
| Karai József    | gyermekkar              | Kis népdalszvit, 1. darab             |         |
| Hajdú Mihály    | ének, zongora           | Kinyílt a rózsa                       |         |
| Petres Csaba    | két furulya             | Tarka madár, 24. kotta                |         |
| Ludvig József   | ének, gitárakkordok     | Kis kacsa fürdik…, 13. oldal          |         |

## Kotta és dallam
| Kinyílt a rózsa, hajlik az ága, nincsen, aki leszakassza, csak úgy hervad rajta. | Egyik ága hajlik A Borka vállára, Másik ága reáhajlik A Gyurka vállára. | Szakítsd le Borka, Kösd bokrétába, Hadd tűzze a Györki Gyurka Csárdás kalapjára. |

## Felvételek
- Kinyílt a rózsa - Még azt mondják - Tigris. YouTube (2015. április 18.)  (Hozzáférés: 2016. március 31.) (videó) 2:39-ig.
- "Kinyílt a rózsa, hajlik az ága". YouTube. Vasvár (2010. november 16.)  (Hozzáférés: 2016. március 31.) XIII. Népdalos Fesztivál.